# Denji Sentai Megaranger
Denji Sentai Megaranger (電磁戦隊メガレンジャー Denji Sentai Megarenjā?) (traducido como Escuadrón Electromagnético Megaranger) es la 21.ª temporada de la franquicia de Super Sentai Series, producida por Toei Company y emitida en TV Asahi desde el 14 de febrero de 1997 al 15 de febrero de 1998, constando de 51 episodios.

## Argumento

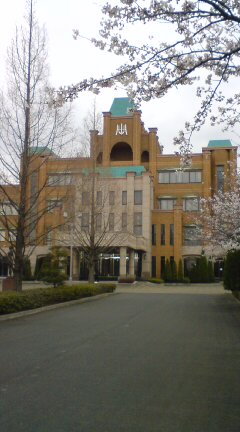
La Universidad Internacional de Heisei en Kazo, Saitama, utilizada en la serie como el instituto de los Megaranger.

Kenta Date, un estudiante de preparatoria, es el gran campeón en un videojuego de recreativos titulado "Megaranger". Pertenece al club Cybernetics, un grupo de amigos de su instituto con gustos similares. Son miembros también Koichiro Endo, Shun Namiki, Chisato Jogaseki y Miku Imamura. La INET (International Network of Excel-Science and Technology, Red Internacional de Excelencia Científica y Tecnológica), los creadores del juego, invitan a Kenta a visitar los laboratorios de INET (los demás de Cybernetics se colarán más tarde). Tras una corta visita, la compañía es atacada por Nezirejia, una fuerza diabólica procedente de otra dimensión liderada por el Dr. Hineler, en misión de conquistar la realidad actual. El Dr. Kubota, el jefe de científicos de INET, revela que Megaranger era más que un simple videojuego, siendo también un simulador de combate para identificar a reclutas potenciales para un súper equipo de lucha para combatir a Nezirejia. Mientras el guerrero de Nezirejia Yugande destruye el cuartel general de INET, el Dr. Kubota le da a Kenta y sus amigos unos dispositivos llamados "Digitizers". Introduciendo el código "3-3-5" y el comando "Install, Megaranger!", los chicos se transforman en los Megaranger para combatir a Nezirejia.

## Personajes

### INET
INET, la "International Network of Excel-Science and Technology" ("Red Internacional de Excelencia Científica y Tecnológica"), es la compañía responsable del videojuego de Megaranger utilizado para identificar a las cinco personas que se convertirían en los Megaranger.

#### Megaranger
Son cinco estudiantes de preparatoria escogidos por INET, más un Megaranger adicional que es un agente de INET. Su base de operaciones es el Club de Investigación Digital "Digiken", en el Instituto Moroboshi.
- Kenta Date (伊達 健太 Date Kenta?)/Mega Red (メガレッド Mega Reddo?): Tiene 18 años, y es un vago y un cabeza hueca al que le encanta el yakiniku (al punto que siempre le pide al Dr. Kubota que le invite a una comida de yakiniku a cambio de cada misión cumplida), pero también es amistoso, juguetón y de buen corazón. Se convierte en el candidato ideal para ser Megaranger tras derrotar a un oponente experimentado en la recreativa Megaranger de INET, que era en realidad un instrumento para reclutar a los Megaranger. El símbolo en su casco es un ordenador personal, algo irónico ya que es el único miembro del equipo al que no le gustan las computadoras. Este símbolo le permite subir datos y programas de habilidades directamente a su mente, lo que le convierte en un guerrero versátil.
- Kōichirō Endō (遠藤 耕一郎 Endō Kōichirō?)/Mega Black (メガブラック Mega Burakku?): Tiene 18 años, y ejerce como el líder en funciones, con exceso de seriedad y de trabajo en el equipo. Además de ser un gran jugador de fútbol, es también miembro del consejo escolar y le preocupa su formación académica. Intenta buscar el balance entre sus obligaciones como Megaranger y como estudiante. Tiene un hermano pequeño, Kōichirō, que también juega al fútbol. Es un líder natural, pero excesivamente mandón. Incluso creó una agenda medida hora a hora para que la siguieran todos los Megaranger, pero ellos simplemente le ignoraron. El símbolo de su casco es un satélite digital, lo que le permite rastrear fuentes de retransmisión y comunicación.
- Shun Namiki (並樹 瞬 Namiki Shun?)/Mega Blue/メガブルー (Mega Burū?): Tiene 18 años. Es un solitario que aspira a convertirse en un artista en gráficos informáticos, y al principio rechaza ser Megaranger. Después de ver a Kenta intentando evitar que un monstruo frustrara su sueño, Shun cambió de opinión y se hizo buen amigo de Kenta. Toca la flauta travesera, y su madre era una flautista de renombre. A Shun se le da bien diseñar estrategias de batalla. El símbolo de su casco es una televisión digital, lo que le permite crear imágenes holográficas y atrapar a sus enemigos en una dimensión cinematográfica donde los personajes atacan al enemigo.
- Chisato Jōgasaki (城ケ崎 千里 Jōgasaki Chisato?)/Mega Yellow (メガイエロー Mega Ierō?): Tiene 18 años y sueña con convertirse en fotógrafa profesional. Además, también canta. Siente cierta atracción hacia Kōichirō. El símbolo de su casco es una cámara digital, que puede buscar telescópicamente personas y cosas, e incluso le permite ver a través de muros, y también le permite grabar y reproducir cualquier cosa que vea.
- Miku Imamura (今村 みく Imamura Miku?)/Mega Pink (メガピンク Mega Pinku?): Tiene 18 años. Come mucho, aunque se preocupa por su peso. Odia el trabajo escolar tanto como Kenta, y por ello ambos son muy buenos amigos. Siente atracción hacia Shun. El símbolo de su casco es un teléfono móvil, que puede seguir y analizar las ondas de sonido.
- Yūsaku Hayakawa (早川 裕作 Hayakawa Yūsaku?)/Mega Silver (メガシルバー Mega Shirubā?): Tiene 25 años y es jefe del departamento de desarrollo especial de INET. Es uno de los científicos bajo el mando de Kubota que crearon los Mega Suits, incluido el de Mega Silver que era el prototipo de los demás. Aunque le pusieron a cargo del proyecto Space Mega, Yusaku es algo excéntrico y en secreto decidió quedarse con los poderes de Mega Silver para ayudar a los Megaranger a pesar de la insistencia de Kubota de que vuelva al trabajo. Al principio, la transformación de Yusaku en Mega Silver sólo puede durar dos minutos y medio por un fallo en el prototipo, pero fue capaz de repararlo para cuando Nezirejia descubre el fallo.  El símbolo de su casco es un microchip.

#### Aliados
- Prof. Eikichi Kubota (久保田 衛吉博士 Kubota Eikichi-hakase?): Está a cargo del programa Megaranger, específicamente del videojuego Megaranger. Durante un ataque sorpresa de Nezirejia a la base de NASADA, se ve obligado a entregar los Digitizers a cinco estudiantes, convirtiéndolos en los Megaranger. Le encanta el boxeo y toca la trompeta.
- Shōgo Kawasaki (川崎省吾 Kawasaki Shōgo?): Un joven que es el jefe de ingenieros del departamento de mantenimiento del Mega Ship. Su padre, el profesor Kawasaki, es una autoridad mundial en programas de control de robots, que ayudó a crear el programa para el Delta Mega, y quiere que Shōgo vaya a la universidad, utilizando el programa que creó para Delta Mega como medio de extorsión para que su hijo vuelva a la Tierra. Sin embargo, después de que Mega Red salve a Shōgo de un ataque de Nezirejia, su padre le permitió quedarse en INET.

### Arsenal
- Digitizer (デジタイザー Dejitaizā?): Es el dispositivo de invocación de los Megaranger. Se lleva como pulsera y tiene un teclado por el que introducir diversos códigos para realizar distintas acciones
- Mega Sniper (メガスナイパー Mega Sunaipā?): Los Megaranger principales llevan esta pistola que se puede dividir en dos pistolas láser más pequeñas, el Mega Magnum (メガマグナム Mega Magunamu?) y el Mega Shot (メガショット Mega Shotto?), También se puede conectar a las Mega Weapons para aumentar el poder del Mega Sniper.
  - Drill Saber (ドリルセイバー Doriru Seibā?): La Mega Weapon de Mega Red. Cuando se combina con el Mega Sniper, se convierte en el Drill Sniper (ドリルスナイパー Doriru Sunaipā?). Cuando Yugande lo rompió, fue reparado con nuevas capacidades, convirtiéndose en el Drill Sniper Custom (ドリルスナイパーカスタム Doriru Sunaipā Kasutamu?). El Battle Riser también le puede transferir poder extra.
- Mega Rod (メガロッド Mega Roddo?): La Mega Weapon de Mega Black, Combinado con el Mega Sniper se convierte en el Rod Sniper (ロッドスナイパー Roddo Sunaipā?).
- Mega Tomahawk (メガトマホーク Mega Tomahōku?): La Mega Weapon de Mega Blue, combinado con el Mega Sniper, se convierte en el Tomahawk Sniper (トマホークスナイパー Tomahōku Sunaipā?).
- Mega Sling (メガスリング Mega Suringu?): La Mega Weapon de Mega Yellow, que combinada con el Mega Sniper se convierte en el Sling Sniper (スリングスナイパー Suringu Sunaipā?).
- Mega Capture (メガキャプチャー Mega Kyapuchā?): La Mega Weapon de Mega Pink, que combinada con el Mega Sniper se convierte en el Capture Sniper ( キャプチャースナイパー Kyapuchā Sunaipā?).
- Multi Attack Rifle (マルチアタックライフル Maruchi Atakku Raifuru?): La combinación del Mega Rod, el Mega Tomahawk, el Mega Sling y el Mega Capture, que maneja Mega Black. La mayoría de las veces se usa junto al Drill Sniper Custom.
- Battle Riser (バトルライザー Batoru Raizā?): Una dispositivo de muñeca que le dio el Prof. Kubota a Kenta . Le permite ejecutar ataques especiales de corte, puñetazo y disparo. También sirve para invocar y controlar a Delta Mega y para activar la formación Super Galaxy Mega. Más adelante, Mega Silver, Mega Black y Mega Yellow también recibirán sus propios Battle Risers, y Mega Pink también lo utiliza una vez.
- Keitaizer (ケイタイザー Keitaizā?): El dispositivo de transformación de Mega Silver. Tiene la mayoría de las funciones del Digitizer, pero con los códigos propios de Mega Silver, y también sirve como teléfono móvil corriente. El nombre es un juego de palabras con "Ketai Denwa", que significa "teléfono celular".
- Silver Blazer (シルバーブレイザー Shirubā Bureizā?): El arma de Mega Silver, con modos Espada o Pistola.
- Cyber Sliders (サイバースライダー Saibā Suraidā?): Son unos vehículos con apariencia de tabla de surf con los que los Megaranger pueden desplazarse por el espacio.
  - Cyber Slider 1 (サイバースライダー１ Saibā Suraidā 1?): El Cyber Slider de Mega Red.
  - Cyber Slider 2 (サイバースライダー２ Saibā Suraidā 2?): El Cyber Slider de Mega Black.
  - Cyber Slider 3 (サイバースライダー３ Saibā Suraidā 3?): El Cyber Slider de Mega Blue.
  - Cyber Slider 4 (サイバースライダー４ Saibā Suraidā 4?): El Cyber Slider de Mega Yellow.
  - Cyber Slider 5 (サイバースライダー５ Saibā Suraidā 5?): El Cyber Slider de Mega Pink.
- Auto Slider (オートスライダー Ōto Suraidā?): El Cyber Slider exclusivo de Mega Silver, que se puede transformar en una motocicleta.
- Digitank (デジタンク Dejitanku?): Es un vehículo blindado de alta durabilidad que los Megaranger usan como transporte en tierra, y que fue creado como vehículo de rescate. Se puede utilizar para entrar en zonas peligrosas o para moverse por el subsuelo, y tiene un escáner llamado el MultiView Searcher para ver a través de muros, y un extintor de incendios.

### Mechas
- Galaxy Mega (ギャラクシーメガ Gyarakushī Mega?): La combinación de Mega Ship y Mega Shuttle para formar un robot. 
  - Mega Ship (メガシップ Mega Shippu?): Es la estación espacial orbital de los Megaranger y el Dr. Kubota. Los lados y la proa forman las piernas del Galaxy Mega, y el tren de aterrizaje forma los brazos, mientras que el bajo vientre se convierte en el escudo. Está armado con el Mega Particle Cannon, y en su interior trabajan cientos de personas.
  - Mega Shuttle (メガシャトル Mega Shatoru?): El orbitador forma la cabeza de Galaxy Mega. Su cohete forma el Booster Rifle. Se guarda en la proa del Mega Ship.
- Delta Mega (デルタメガ Deruta Mega?): Un mecha que creó el Prof. Kubota, que se activa y controla remotamente, por los Battle Riser de Mega Red o Mega Silver.
- Mega Voyager (メガボイジャー Mega Boijā?): Es la combinación de las Voyager Machines. Una serie de mechas que desarrolló el equipo de desarrollo especial de INET en el Proyecto Mega Space de Yusaku. Se lanzan desde la base de INET en la luna.
  - Rovoyager-1 (ロボイジャー１ Roboijā Wan?): Lo pilota Mega Red. Es un robot humanoide con dos enormes baterías de misiles en los hombros. Forma la cintura y los muslos de Mega Voyager.
  - Shuttle Voyager-2 (シャトルボウジャー２ Shatoru Boijā Tsū?): Lo pilota Mega Black. Es una nave espacial que puede disparar un rayo de energía por la proa. Forma la cabeza y escudo de Mega Voyager.
  - Rocket Voyager-3 (ロケットボイジャー３ Roketto Boijā Surī?): Lo pilota Mega Blue, es un cohete que se convierte en el Voyager Spartan, el arma del Mega Voyager, y también forma las pantorrillas y el abdomen del Mega Voyager. Kenta suele usarlo como tabla de surf del Rovoyager-1.
  - Saucer Voyager-4 (ソーサーボイジャー４ Sōsā Boijā Fō?): Lo pilota Mega Yellow. Es una nave con apariencia de ovni que puede disparar rayos de energía por sus alas. Forma los brazos y el tronco del Mega Voyager, y parte de la cabeza.
  - Tank Voyager-5 (タンクボイジャー５ Tanku Boijā Faibu?): Lo pilota Mega Pink. Es un lunar rover con dos grandes cañones. Forma los pies del Mega Voyager.
- Mega Winger (メガウインガー Mega Uingā?): El mecha personal de Mega Silver, creado por él mismo, se puede transformar del Flyer Mode (フライヤーモード Furaiyā Mōdo?) al Fighter Mode (ファイターモード Faitā Mōdo?) a toda velocidad.
- Super Galaxy Mega (スーパーギャラクシーメガ Sūpā Gyarakushī Mega?): La combinación del Galaxy Mega y el Delta Mega. En este modo, los Gatling Blasters del Delta Mega se colocan sobre los hombros del Super Galaxy Mega, y son tres veces más fuertes de lo normal.
- Wing Mega Voyager (ウイグメガボイジャー Uingu Mega Boijā?): Es la combinación del Mega Winger y el Mega Voyager.

### Diabólico Reino Eléctrico Nezirejia
El Diabólico Reino Eléctrico Nezirejia (邪電王国ネジレジア Jaden Ōkoku Nejirejia?) son unos invasores de otra dimensión gobernados por una entidad llamada Javious. Sus nombres y apariencias están todos retorcidos y distorsionados. Están asentados en la fortaleza Gran Neziros (グランネジロス Guran Nejirosu?).
- Diabólico Electro-Rey Javious I (邪電王ジャビウス１世 Jadenō Jabiusu Issei?) es el gobernador de Nezirejia. Aparece sólo como un ojo gigante en la pantalla del Gran Neziros. Poco se sabe de esta entidad y todos en Nezirejia le rinden pleitesía.
- Dr. Hinelar (Ｄｒ．ヒネラー Dokutā Hinerā, Twisted?) es el líder de la patrulla de invasión de Nezirejia. Es un inteligente científico que no se detendrá ante nada para conquistar la dimensión real. Creó él mismo a sus secuaces Shiborena, Yugande y Bibidebi.
- Shibolena (シボレナ Shiborena?): Es una ginoide cibernética que se considera a sí misma la obra maestra del Dr. Hinelar. Es una maestra del disfraz y las ilusiones. Está armada con un estoque y con su mente brillante suele iniciar planes de conquista. Tiene una gran rivalidad con Mega Yellow.
- Bibidebi (ビビデビ?): Es un monstruito diminuto de forma esférica que siempre comienza sus frases con "Bibi" y las acaba con "debi". El Dr. Hineler le dotó de la habilidad de hacer crecer a las Bestias Nezire mordiéndolas e inyectándoles un virus de crecimiento cuando están a punto de ser destruidos.
- Yugande (ユガンデ Yugande?): Es un orgulloso general robótico creado por el Dr. Hinelar, a quien admira y obedece ciegamente. Propenso a la ira, siempre se ofrece a encargarse de los Megaranger en persona, y tiene una rivalidad especial con Mega Red.
- Gireel (ギレール Girēru?): Es uno de los secuaces de confianza de Javious, a quien este envía a la Tierra para ayudar a Hinelar con los Megaranger. Usa métodos mucho más crueles que Hinelar (como utilizar niños como escudos humanos) e incluso realizar experimentos en las Bestias Nezire, y no duda en traicionar incluso a Yugande para lograr sus objetivos.
- Jaden Sentai Neziranger (邪電戦隊ネジレンジャー Jaden Sentai Nejirenjā?): Es un grupo creado por el Dr. Hinelar a partir del ADN de Javious, como la contraparte maligna de los Megaranger, con el propósito de averiguar sus identidades secretas. Son muy poderosos, pero también muy impacientes, no deseando nada en el mundo más que matar a sus contrapartes Megaranger. Al crecer, adoptaban una formas monstruosas, que son sus formas verdaderas.
  - Nezi Red (ネジレッド Neji Reddo?): El líder, armado con su Nezi Saber (ネジセイバー Neji Seibā?). Su forma verdadera, Nezi Phantom (ネジファントム Neji Fantomu?), es un monstruo de fuego.
  - Nezi Black (ネジブラック Neji Burakku?): El más fiero de los cinco, armado con su Nezi Rod (ネジロッド Neji Roddo?). Su forma verdadera, Nezi Vulgar (ネジヴァルガー Neji Varugā?), es un monstruo de roca.
  - Nezi Blue (ネジブルー Neji Burū?): Armado con su Nezi Tomahawk (ネジトマホーク Neji Tomahōku?), es el más sádico de los cinco, obsesionado con matar específicamente a Mega Blue. Su forma verdadera, Nezi Bizzare (ネジビザール Neji Bizāru?), es un monstruo de cristal.
  - Nezi Yellow (ネジイエロー Neji Ierō?): Armada con su Nezi Sling (ネジスリング Neji Suringu?). Es la más astuta del grupo. Su verdadera forma, Nezi Sophia (ネジソフィア Neji Sofia?), es un monstruo con apariencia entre lagarto y avispón.
  - Nezi Pink (ネジピンク Neji Pinku?): Es la más brutal del grupo, armada con su Nezi Arrow (ネジアロー Neji Arō?). Su forma verdadera, Nezi Jealous (ネジジェラス Neji Jerasu?), es un monstruo con forma de planta.
- Soldados Kunekune (兵士クネクネ Heishi Kunekune?): Son los soldados de campo de Nezirejia. Tienen caras retorcidas y usan armas blancas retorcidas. También pueden adoptar forma humana.

## Episodios
Los títulos para esta temporada son dos declaraciones; el primero siempre es una exclamación o pregunta como si se hablara en voz alta. Estos títulos se remontan a títulos similares a los realizados en Himitsu Sentai Goranger y J.A.K.Q. Dengekitai.
1. ¡No les dejéis! Los invasores retorcidos (ゆるすな！ねじれた侵略者 Yurusu na! Nejireta Shinryakusha?)
2. ¡Mira! Nuestro Galaxy Mega (見てくれ！俺たちのギャラクシーメガ Mite Kure! Oretachi no Gyarakushī Mega?)
3. ¡Es de verdad! Una enorme bestia Nezire (マジかよ！でっかいネジレ獣 Maji ka yo! Dekkai Nejirejū?)
4. ¡Aplástalo! La trampa de Shiborena (砕くぞ！シボレナの罠 Kudaku zo! Shiborena no Wana?)
5. ¡Decide! Esto es una batalla deshonesta (キメるぜ! これが裏技バトル Kimeru ze! Kore ga Urawaza Batoru?)
6. ¡Lo hicimos! El rugiente Digitank (やったね！爆走デジタンク Yatta ne! Bakusō Dejitanku?)
7. ¿Pero qué...? La insoportable matona (ナンなの？おっかけ迷惑娘 Nan na no? Okkake Meiwaku Musume?)
8. ¿¡Vamos a perder!? Trabajo en equipo de reversión (負けるか！逆転チームワーク Makeru ka! Gyakuten Chīmuwāku?)
9. ¡Revélate! El demonio que acecha en los CD (あばくぞ！魔物がひそむＣＤ Abaku zo! Mamono ga Hisomu Shī Dī?)
10. ¡Adiós! El androide de la tristeza (さよなら！哀しみのアンドロイド Sayonara! Kanashimi no Andoroido?)
11. ¡Peligro! La tentación de la rosa roja (あぶない！赤いバラの誘惑 Abunai! Akai Bara no Yūwaku?)
12. ¡En problemas! Nuestro maestro perezoso (こまるぜ！我らがぐうたら先生 Komaru ze! Warera ga Gūtara Sensei?)
13. ¡Rompecorazones! Nuestra profesora es como el viento (どきどき！先生は風のように Dokidoki! Sensei wa Kaze no Yō ni?)
14. ¡Sorpresa! Los vecinos son de Nezirejia (びっくり！おとなりはネジレジア Bikkuri! Otonari wa Nejirejia?)
15. ¡Mira a través de él! El mecha del gran genio (見やぶれ！天才高校のカラクリ Mi Yabure! Tensai Kōkō no Karakuri?)
16. ¡Muy malo! ¿Vamos a morir? (激ヤバ！オレたち死ぬのか？ Gekiyaba! Oretachi Shinu no ka??)
17. ¡Qué guay! La sexy Súper Miku (すごすぎ！いけてるスーパーみく Sugosugi! Iketeru Sūpā Miku?)
18. ¡Protégelo! El bosque del niño misterioso (守るぞ！不思議な少年の森 Mamoru zo! Fushigi na Shōnen no Mori?)
19. ¡Empuje! El persistente puñetazo mortal (打ちこめ！不屈の必殺パンチ Uchikome! Fukutsu no Hissatsu Panchi?)
20. ¡Cuenta con él! El nuevo robot, Delta Mega (たのむぜ！新ロボデルタメガ Tanomu ze! Shin Robo Deruta Mega?)
21. ¡Ahora mismo! La súper combinación que amenaza la vida (いまこそ！命をかけた超合体 Ima Koso! Inochi o Kaketa Chō Gattai?)
22. ¡Sal de ahí! El laberinto diabólico (ぬけ出せ！悪魔のラビリンス Nukedese! Akuma no Rabirinsu?)
23. ¿¡Cómo!? Mi huevo es una bestia Nezire (なんでだ！オレのたまごはネジレ獣 Nande da! Ore no Tamago wa Nejirejū?)
24. ¡Corriendo en solitario! Una nueva cara plateada (独走！銀色のニューフェイス Dokusō! Gin'iro no Nyū Feisu?)
25. ¡Justo a tiempo! Límite: 2,5 minutos (ギリギリ！タイムリミット２分半 Girigiri! Taimu Rimitto Nifunhan?)
26. ¿De verdad?El fin de Nezirejia (ホントか？ネジレジアの最期 Honto ka? Nejirejia no Saigo?)
27. ¡Quítatelo de encima! El coral demoníaco que llama a la muerte (けちらせ！死を呼ぶ魔のサンゴ Kechirase! Shi o Yobu Ma no Sango?)
28. ¡Ríndete! La explosiva abuela torbellino (おてあげ！爆裂おばあちゃん旋風 Oteage! Bakuretsu Obaachan Senpū?)
29. ¡Quiero perder peso! La dudosa dieta de Miku (やせたい！みくの怪しいダイエット Yasetai! Miku no Ayashii Daietto?)
30. ¡Explosión! La combinación de la amistad (サク烈！友情のコンビネーション Sakuretsu! Yūjō no Konbinēshon?)
31. ¡Deténlo! La carrera temeraria de Gireel (止めるぜ！ギレールの暴走 Tomeru ze! Girēru no Bōsō?)
32. ¿Es este el fin? Situación desesperada, Galaxy Mega (終わりか！？絶体絶命ギャラクシーメガ Owari ka!? Zettai Zetsumei Gyarakushī Mega?)
33. ¡Alegría! El amor que llegó de la luna (ウキウキ！月から来た恋人 Ukiuki! Tsuki Kara Kita Koibito?)
34. ¡Yo te enseñaré! El disparo milagroso del hermano mayor (見せるぜ！兄貴のミラクルシュート Miseru ze! Aniki no Mirakuru Shūto?)
35. ¡Supéralo! La mayor crisis de Mega Silver (のりきれ！メガシルバー最大の危機 Norikire! Mega Shirubā Saidai no Kiki?)
36. ¡Bate tus alas! Las alas de la esperanza bailan en el cielo (はばたけ！宇宙（そら）に舞う希望の翼 Habatake! Sora ni Mau Kibō no Tsubasa?)
37. ¿Por qué? Chisato tiene la voz de un viejo (どうして？千里がオヤジ声 Dōshite? Chisato ga Oyaji-goe?)
38. ¡Aterrador! El escuadrón diabólico de Nezirejia (戦慄！ネジレジアの凶悪戦隊 Senritsu! Nejirejia no Kyōaku Sentai?)
39. ¡Expuesta! La verdadera identidad de Mega Red (バレたぜ！メガレッドの正体 Bareta ze! Mega Reddo no Shōtai?)
40. ¡Qué miedo! Las mujeres malas (コワいぜ！バッドな女たち Kowai ze! Baddo na Onnatachi?)
41. ¡Colapsa! El terror azul, Nezi Blue (キレてる！青の恐怖ネジブルー Kirete 'ru! Ao no Kyōfu Neji Burū?)
42. ¡Piérdelos! Los acosadores diabólicos (ふりきれ！邪悪な追跡者 Furikire! Jaaku na Tsuisekisha?)
43. ¡No vamos a perder! La batalla decisiva es en Nochebuena (負けない！決戦はクリスマスイブ Makenai! Kessen wa Kurisumasu Ibu?)
44. ¡Relájate! Relax! El pánico de Año Nuevo de Kenta (お気楽！健太の年越し騒動 O-kiraku! Kenta no Toshikoshi Sōdō?)
45. ¡Terco! El gran contraataque de Hinelar (しぶとい！ヒネラーの大逆襲 Shibutoi! Hinerā no Dai Gyakushū?)
46. ¡Evítalo! Zarpando hacia el inframundo (阻むぞ！地獄への船出 Habamu zo! Jigoku e no Funade?)
47. ¡Inmersión! La terrible ciudad de Hinelar (とびこめ！恐怖のヒネラーシティ Tobikome! Kyōfu no Hinerā Shiti?)
48. ¡Destrózalo! Los designios oscuros de Hinelar (つぶすぜ！ヒネラーの黒い野望 Tsubusu ze! Hinerā no Kuroi Yabō?)
49. ¡Desesperación! ¿¡Somos marginados!? (絶望！俺たちは嫌われ者！？ Zetsubō! Oretachi wa Kiraware Mono!??)
50. ¡Sublime! El súper soldado Yugande rojo vivo (壮絶！灼熱の超戦士ユガンデ Sōzetsu! Shakunetsu no Chō Senshi Yugande?)
51. ¡Agárralo! Nuestros diplomas (つかむぜ！俺たちの卒業証書 Tsukamu ze! Oretachi no Sotsugyōshōsho?)

### Película
- Denji Sentai Megaranger vs. Carranger (電磁戦隊メガレンジャーVSカーレンジャー Denji Sentai Megarenjā tai Kārenjā?): Película crossover entre Megaranger y su serie predecesora Gekisō Sentai Carranger. Estrenada el 13 de marzo de 1998.

## Reparto
- Kenta Date: Hayato Ōshiba:
- Kōichirō Endo: Atsushi Ehara
- Shun Namiki: Masaya Matsukaze
- Chisato Jogasaki: Eri Tanaka
- Miku Imamura: Mami Higashiyama
- Yusaku Hayakawa: Shigeru Kanai
- Profesor Eikichi Kubota: Satoru Saitō
- Shōgo Kawasaki: Yuki Tanaka
- Diabólico Electro-Rey Javious I: Ryūzaburō Ōtomo
- Dr. Hinelar: Tetsuo Morishita
- Shibolena: Asami Jō
- Bibidebi: Tomokazu Seki
- Yugande: Hirotaka Suzuoki
- Guirail: Jinnai Tatsuyuki
- Nezi Red: Toshiro Tantsu
- Nezi Black: Kunihiko Yasui
- Nezi Blue: Yoshiharu Yamada
- Nezi Yellow: Masako Katsuki
- Nezi Pink: Erina Yamazaki

## Temas musicales

### Tema de apertura
- Denji Sentai Megaranger (電磁戦隊メガレンジャー Denji Sentai Megarenjā?)
  - Letra: Saburō Yatsude
  - Música y arreglos: Keiichi Oku
  - Intérprete: Naoto Fūga

### Temas de cierre
- Kinosei ka na (気のせいかな ''¿No es mi imaginación??) (Episodios 1-20, 31-50)
  - Letra: Saburō Yatsude
  - Música y arreglos: Takatora
  - Intérprete: Naoto Fūga

- Bomb Dancing Megaranger (Bomb Dancing メガレンジャー Bon Danshingu Megarenjā?) (Episodios 21-30)
  - Letra: Shōko Fujibayashi
  - Música y arreglos: Toshihiko Sahashi
  - Intérprete: Hiroko Asakawa